# Карел Полачек
Карел Полачек (чеськ. Karel Poláček), (22 березня 1892, Ричнов-над-Кнежноу — 21 січня 1945, Глівіце) — чеський прозаїк, гуморист, журналіст, сценарист.

## Біографія
Карел Полачек народився 22 березня 1892 року в сім'ї єврейського купця. Карел навчався в гімназії, але погано. Згодом перейшов до середньої школи в Празі, яку закінчив у 1912 році. Потім навчався на юридичному факультеті Карлового університету.
Працював юрисконсультом. Під час Першої світової війни служив на Сербському та Галицькому фронтах. Після війни Карел Полачек працював у Чехословацькому комітеті з імпорту та експорту, але втратив роботу після того, як висміяв офіс в одному з коротких оповідань під назвою «Колотач». Він розповів про сім'ю, яка успадковує карусель, але через гіпербюрократичну службу імпорту / експорту вони не в змозі продати її за кордон.
Йозеф Чапек запропонував йому підтримку в 1920 році. Полачек почав співпрацювати з редакцією сатиричного журналу. Потім він почав писати короткі оповідання, художні історії. У 1922 році брати Чапеки познайомили його з редактором «Lidové noviny» (популярної газети того часу). У газеті були опубліковані його художні оповідання та популярний серіал під назвою «Суднічки» («Судді»; жартівливі історії про судову систему.) Його роботи публікувались у цій газеті до початку нацистської окупації.
Карел Полачек пішов працювати в єврейську релігійну громаду. Близько кінця 1943 року його перевели до концтабору Терезієнштадт, а потім перевезли до Освенцима. Помер у таборі Глівіце 21 січня 1945 року

## Твори

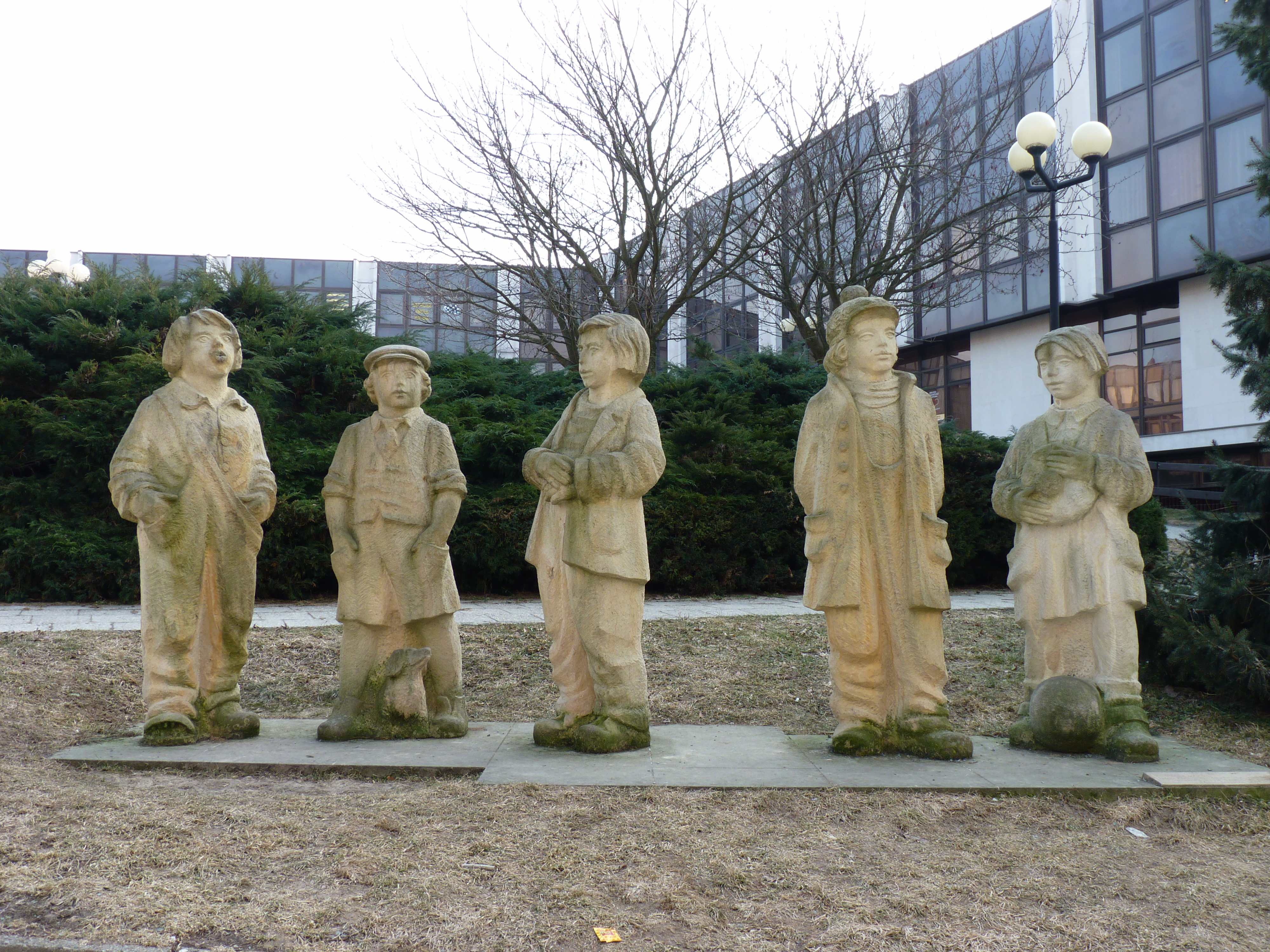
«Нас було п'ятеро», скульптура в Рихнов-над-Кнежноу

Романи представляють найбільш автентичні цінності чеської міжвоєнної прози. Карел Полачек був близький до гуманістичного кредо свого покоління письменників, таких як Карел Чапек та Франтишек Лангер. Він відображає у своїх романах глибоку трагедію дрібнобуржуазного, містечкового життя, в якому перемагає лицемірство та духовна бідність.

### Романи і оповідання
- Povídky pana Kočkodana, 1922
- Mariáš a jiné živnosti, 1924
- 35 sloupků, 1925
- Lehká dívka a reportér, 1926
- Povídky izraelského vyznání, 1926
- Bez místa, 1928
- Dům na předměstí, 1928
- Чоловіки в офсайді, 1931
- Hráči, 1931
- Hlavní přelíčení, 1932
- Okresní město, 1936
- Hrdinové táhnou do boje, 1936
- Povídky izraelského vyznání, 1926
- Podzemní město, 1937
- Deník se žlutou hvězdou
- Hedvika a Ludvík a jiné povídky
- Vyprodáno, 1939
- Hostinec U kamenného stolu, 1941
- Michelup a motocykl
- Bylo nás pět, 1946

### Дитяча література
- «Едудант і Францимор»/Edudant a Francimor, 1933

### Збірки
- Židovské anekdoty, 2004
- Soudničky, 1999
- O humoru v životě a v umění, 1928
- Lidé před soudem, 1938
- Doktor Munory a jiní lidé, 1935—1939

### Сценарії фільмів
- Muži v offsidu
- Obrácení Ferdyše Pištory
- Dům na předměstí
- Hostinec U kamenného stolu
- Bylo nás pět
- Načeradec
- U nás v kocourkově
- Edudant a Francimor

### Публіцистика
- Život ve filmu, 1927 (есе)
- Žurnalistický slovník, 1934
- Metempsychóza čili stěhování duší, 1936
- Ze soudní síně, 1956